# Plan-de-Baix
 Plan-de-Baix  es una población y comuna francesa, en la región de Ródano-Alpes, departamento de Drôme, en el distrito de Die y cantón de Crest-Nord.

## Demografía
| 123 | 142 | 125 | 139 | 123 | 134 |
| Para los censos de 1962 a 1999 la población legal corresponde a la población sin duplicidades (Fuente: INSEE [Consultar]) |     |     |     |     |     |